# Peter Jacques
Pour les articles homonymes, voir Jacques.
Peter Jacques n'a rien à voir avec Peter Jacques band.
Peter Jacques, né le 17 mai 1935 à Františkovy Lázně et mort le 27 mars 2025, est un musicien suisse de jazz.

## Biographie
Jacques, né de parents suisses, apprend le piano dès 4 ans. Il vient vivre en Suisse en 1945 et va au conservatoire de Winterthour. De 1951 à 1955, en solo ou dans des groupes, il est pianiste au Amateur Jazz Festival de Zurich.
En 1956, il devient professionnel et joue dans le groupe de Niels Foss et dans l'ensemble de Kurt Weil. Il joue jusqu'en 1964 auprès de Jörgen Gottlieb, Ernie Englund, Åke Persson et Putte Wickman. Il travaille comme arrangeur pour le big band de Harry Arnold. Il participe au premier enregistrement de la compilation Bluesette de Toots Thielemans. En 1964, il vient à Munich et est arrangeur, notamment pour les films de Bavaria Film. Après avoir vécu au Brésil, au Japon, aux États-Unis et en Grande-Bretagne, il revient à Zurich en 1973. En collaboration avec Hans Moeckel, il prend la direction du big band de Schweizer Radio DRS jusqu'à sa dissolution en 1986. Pour la télévision suisse, il produit et présente les émissions musicales Jazz in Concert et Jazz-In. Il dirige l'orchestre pour la Suisse au Concours Eurovision de la chanson en 1975 et en 1977. En 2005, il accompagne Marie Louise Werth.

## Source de la traduction
- (de) Cet article est partiellement ou en totalité issu de l’article de Wikipédia en allemand intitulé « Peter Jacques » (voir la liste des auteurs).